# نادي سولنوكي أولاي لكرة السلة
نادي سولنوكي أولاي لكرة السلة (بالمجرية: Szolnoki Olaj KK)‏ هو فريق كرة سلة مجري للمحترفين تأسس في سنة 1959. يلعب في الدوري المجري لكرة السلة ودوري أبطال أوروبا لكرة السلة.

## الإنجازات

### البطولات المحلية
الدوري المجري لكرة السلة
- البطولة (7): 1990–91، 2006–07، 2010–11، 2011–12، 2013–14، 2014–15، 2015–16
- الوصافة (3): 1992–93، 1999–00، 2012–13
- المركز الثالث (2): 1994–95، 1997–98

## وصلات خارجية
- الموقع الرسمي